# Luigi Sepe
Luigi Sepe (Torre del Greco, 8 maggio 1991) è un calciatore italiano, portiere della Salernitana.

## Biografia
Nel 2011 si è sposato con Anna Laura Acampora, nipote dell'allenatore Carmine Gautieri, dalla cui unione sono nati Giuseppe (2008) e Diego (2014).

## Caratteristiche tecniche
Portiere dal fisico esplosivo, le sue migliori qualità sono il dinamismo, la posizione tra i pali e la reattività. È abile con i piedi e nelle uscite alte.

## Carriera

### Club

#### Gli inizi
Il giocatore cresce nelle giovanili del Napoli, poi debutta in maglia azzurra e in Serie A il 28 gennaio 2009 da quinto portiere (a 17 anni e 8 mesi) nella gara esterna contro la Fiorentina: qui subentra al 32' a Matteo Gianello, ma subisce entrambe le reti nel successo gigliato per 2-1. Resta la sua unica presenza stagionale.

#### Napoli e  vari prestiti
Dopo aver continuato nel settore giovanile del Napoli, nell'estate del 2011, a 20 anni, passa in prestito al Pisa, in Lega Pro Prima Divisione, dove colleziona 6 presenze in campionato. Rinnovato il prestito, la stagione successiva diventa il titolare e gioca 29 gare di campionato più 4 nei playoff.
Nel 2013 si trasferisce in prestito al Lanciano, militante in Serie B, collezionando 39 presenze in campionato.
Dopo l'esperienza nel club abruzzese, passa in prestito all'Empoli, neopromosso in Serie A. Il secondo debutto in massima serie avviene il 31 agosto 2014 nella gara esterna contro l'Udinese, vinta dai friulani per 2-0.
Il 3 marzo 2015 rinnova fino al 2019 con il Napoli che ritocca il suo ingaggio da 150.000 euro a 600.000 euro a stagione; il 1º luglio torna a Napoli dopo aver concluso la stagione con l'Empoli.
Il 15 luglio passa in prestito alla Fiorentina per 800.000 euro, più premio di valorizzazione di 750mila euro. Sepe si trova ad essere il secondo portiere dietro Ciprian Tătărușanu, ma viene impiegato da titolare nelle partite della fase a gironi di Europa League e nella partita Fiorentina-Carpi valida per gli ottavi di finale di Coppa Italia. Il 19 febbraio 2016 viene messo fuori rosa dalla società viola al seguito di sue dichiarazioni pubbliche contro la società e l'allenatore per via del suo scarso impiego.
Terminato il prestito alla Fiorentina, il giocatore torna alla società partenopea per la stagione 2016-2017 in cui ricopre il ruolo di terzo portiere alle spalle di Reina e Rafael. Nella stagione successiva le gerarchie alle spalle di Reina si ribaltano e il 5 novembre 2017 Sepe gioca da titolare la gara esterna contro il Chievo (terminata 0-0), quasi nove anni dopo l'esordio in A con la maglia del Napoli e due anni e mezzo dopo l'ultima gara disputata in massima serie.

#### Parma
Il 9 luglio 2018 viene acquistato dal Parma a titolo temporaneo annuale, con diritto di riscatto e contro-riscatto a favore del Napoli. Nella stagione seguente il prestito viene rinnovato con l'introduzione dell'obbligo di riscatto e cambia numero di maglia passando dalla 55 alla 1. Tuttavia a gennaio 2020 subisce un infortunio che lo costringe a stare fuori per qualche mese. Torna in campo a giugno nella ripresa post-lockdown.
L'anno successivo raggiunge quota 100 presenze in massima serie con i ducali in occasione del pareggio per 2-2 contro il Benevento.
All’inizio del campionato di Serie B 2021-22, non rientrando più nei piani societari, Sepe viene messo fuori rosa dalla società emiliana.

#### Salernitana e  Lazio
Il 24 gennaio 2022, il portiere viene ceduto in prestito con obbligo di riscatto a determinate condizioni alla Salernitana fino al termine della stagione. Fa il suo esordio con i campani il 7 febbraio 2022, nel pareggio per 2-2 contro lo Spezia. Il 22 maggio 2022, con la salvezza all'ultima giornata di campionato della Salernitana, scatta definitivamente l'obbligo di riscatto del cartellino di Sepe da parte della società granata.
Nella seguente stagione Sepe viene confermato titolare ma a causa degli infortuni e delle prestazioni di Guillermo Ochoa, perde il posto da titolare e diventa il vice del collega messicano.
Il 25 agosto 2023 viene ceduto in prestito secco alla Lazio.

### Nazionale
Ha disputato quattro gare con la maglia della nazionale Under-18, più altre tre in Under-19.

## Statistiche

### Presenze e reti nei club
Statistiche aggiornate al 18 gennaio 2025.
| Stagione           | Squadra            | Campionato         | Campionato | Campionato | Coppe nazionali | Coppe nazionali | Coppe nazionali | Coppe europee | Coppe europee | Coppe europee | Altre coppe | Altre coppe | Altre coppe | Totale | Totale |
| Stagione           | Squadra            | Comp               | Pres       | Reti       | Comp            | Pres            | Reti            | Comp          | Pres          | Reti          | Comp        | Pres        | Reti        | Pres   | Reti   |
| ------------------ | ------------------ | ------------------ | ---------- | ---------- | --------------- | --------------- | --------------- | ------------- | ------------- | ------------- | ----------- | ----------- | ----------- | ------ | ------ |
| 2008-2009          | Napoli             | A                  | 1          | -2         | CI              | 0               | 0               | I+CU          | 0             | 0             | -           | -           | -           | 1      | -2     |
| 2009-2010          | Napoli             | A                  | 0          | 0          | CI              | 0               | 0               | -             | -             | -             | -           | -           | -           | 0      | 0      |
| 2010-2011          | Napoli             | A                  | 0          | 0          | CI              | 0               | 0               | UEL           | 0             | 0             | -           | -           | -           | 0      | 0      |
| 2011-2012          | Pisa               | 1D                 | 6          | -8         | CI+CI-LP        | 0+6             | -2              | -             | -             | -             | -           | -           | -           | 12     | -10    |
| 2012-2013          | Pisa               | 1D                 | 29+4       | -31 + -4   | CI+CI-LP        | 2+0             | -2              | -             | -             | -             | -           | -           | -           | 35     | -37    |
| Totale Pisa        | Totale Pisa        | Totale Pisa        | 35+4       | -39 + -4   |                 | 8               | -4              |               | -             | -             |             | -           | -           | 47     | -47    |
| 2013-2014          | Lanciano           | B                  | 39         | -38        | CI              | 1               | -2              | -             | -             | -             | -           | -           | -           | 40     | -40    |
| 2014-2015          | Empoli             | A                  | 31         | -35        | CI              | 1               | 0               | -             | -             | -             | -           | -           | -           | 32     | -35    |
| 2015-2016          | Fiorentina         | A                  | 0          | 0          | CI              | 1               | -1              | UEL           | 6             | -6            | -           | -           | -           | 7      | -7     |
| 2016-2017          | Napoli             | A                  | 0          | 0          | CI              | 0               | 0               | UCL           | 0             | 0             | -           | -           | -           | 0      | 0      |
| 2017-2018          | Napoli             | A                  | 1          | 0          | CI              | 2               | -2              | UCL + UEL     | 0             | 0             | -           | -           | -           | 3      | -2     |
| Totale Napoli      | Totale Napoli      | Totale Napoli      | 2          | -2         |                 | 2               | -2              |               | 0             | 0             |             | -           | -           | 4      | -4     |
| 2018-2019          | Parma              | A                  | 37         | -59        | CI              | 1               | -1              | -             | -             | -             | -           | -           | -           | 38     | -60    |
| 2019-2020          | Parma              | A                  | 34         | -53        | CI              | 1               | -1              | -             | -             | -             | -           | -           | -           | 35     | -54    |
| 2020-2021          | Parma              | A                  | 36         | -76        | CI              | 1               | -1              | -             | -             | -             | -           | -           | -           | 37     | -77    |
| 2021-gen. 2022     | Parma              | B                  | 0          | 0          | CI              | 0               | 0               | -             | -             | -             | -           | -           | -           | 0      | 0      |
| Totale Parma       | Totale Parma       | Totale Parma       | 107        | -188       |                 | 3               | -3              |               | -             | -             |             | -           | -           | 110    | -191   |
| gen.-giu. 2022     | Salernitana        | A                  | 16         | -24        | CI              | 0               | 0               | -             | -             | -             | -           | -           | -           | 16     | -24    |
| 2022-2023          | Salernitana        | A                  | 17         | -27        | CI              | 1               | -2              | -             | -             | -             | -           | -           | -           | 18     | -29    |
| 2023-2024          | Lazio              | A                  | 0          | 0          | CI              | 0               | 0               | UCL           | 0             | 0             | SI          | 0           | 0           | 0      | 0      |
| 2024-2025          | Salernitana        | B                  | 18         | -22        | CI              | 1               | -3              | -             | -             | -             | -           | -           | -           | 19     | -25    |
| Totale Salernitana | Totale Salernitana | Totale Salernitana | 51         | -73        |                 | 2               | -5              |               | -             | -             |             | -           | -           | 53     | -78    |
| Totale carriera    | Totale carriera    | Totale carriera    | 269        | -379       |                 | 18              | -17             |               | 6             | -6            |             | -           | -           | 293    | -402   |

## Palmarès

### Individuale
- GranGalàTop 11 Serie B : 1

Squadra dell'anno: 2013-2014